# New Mexico State Route 14
New Mexico State Route 14 (kurz NM 14) ist eine State Route im US-Bundesstaat New Mexico, der in Nord-Süd-Richtung verläuft.
Die NM 14 beginnt an der New Mexico State Route 589 in Santa Fe und endet nahe Albuquerque an der Interstate 40. Der größte Teil des Turquoise Trails, der ein National Scenic Byway ist, führt über die NM 14 und dann über die New Mexico State Route 536.